# Район Суґінамі
35°41′58.45″ пн. ш. 139°38′11.19″ сх. д. / 35.6995694° пн. ш. 139.6364417° сх. д.
Райо́н Суґіна́мі (яп. 杉並区, すぎなみく, МФА: [sugʲinamʲi ku̥], «Криптомерійний район») — особливий район в японській столиці Токіо.

## Географія
Площа району Суґінамі на 1 жовтня 2008 становила близько 34,02 км². Назва походить від алеї криптомерій, що була створена на початку 17 століття місцевими володарями вздовж дороги до міста Едо.

## Населення
Населення району Суґінамі на 1 липня 2011 становило близько 549 710 осіб. Густота населення становила 16 158,4 осіб/км².

## Галерея

Розташування